# Capella da Senhora da Livração de Fandinhães
La Capella da Senhora da Livração de Fandinhães és una capella romànica situada a Paços de Gaiolo, al municipi de Marco de Canaveses, a Portugal. El 2012 fou classificada com a Monument d'Interés públic i està integrada en la Ruta del romànic.